# Coupe d'Algérie de football 1999-2000
Navigation
Coupe d'Algérie
1998-1999 Coupe d'Algérie
2000-2001
La Coupe d'Algérie de football 1999-2000 voit le sacre du CR Beni-Thour dénommé MC Ouargla au début de la compétition, qui bat le WA Tlemcen en finale.
C'est la première coupe d'Algérie remportée par le CR Beni-Thour et c'est la troisième fois que le WA Tlemcen atteint la finale de cette compétition.

## Trente-deuxièmes de finale
Matchs joués le 2 et 3 mars 2000.
| Entraîneur :    |
| Nasreddine Akli |

| Entraîneur :    |
| Nasreddine Akli |

| 2 mars 2000 | IR Mecheria | 1 – 3ap               | ES Mostaganem                     | | |
| 13h 00      | Benziane 29e | (1 – 0, 1 – 1, 1 – 2) | 69e Amariche · 99e 117e Belgherbi | Stade freres braci de Saïda Spectateurs : assistante faible ( 1 000 spectateurs) Arbitrage : trio d'arbitrage ; mehidi( nasri/ benattou ) | Stade freres braci de Saïda Spectateurs : assistante faible ( 1 000 spectateurs) Arbitrage : trio d'arbitrage ; mehidi( nasri/ benattou ) |
| 13h 00      | nb; l'arbitre ; m ; mehidi a commis une grosse erreur d'avoir joué les prolongations. et n'a pas appliqué la règle du but en or ! ..source ; el khabar numéro 2802 du samedi 4 mars 2000 page 5. |                       |                                   | Stade freres braci de Saïda Spectateurs : assistante faible ( 1 000 spectateurs) Arbitrage : trio d'arbitrage ; mehidi( nasri/ benattou ) | Stade freres braci de Saïda Spectateurs : assistante faible ( 1 000 spectateurs) Arbitrage : trio d'arbitrage ; mehidi( nasri/ benattou ) |

| 2 mars 2000 | CS Constantine | 1 – 0   | JSM Tébessa | | |
| 14h 00      | Khouni 52e     | (0 – 0) |             | Stade zerdani hassouna d'Oum El-Bouaghi Arbitrage : trio d'arbitage ; m; benaissa ( mazouni / belbecir) | Stade zerdani hassouna d'Oum El-Bouaghi Arbitrage : trio d'arbitage ; m; benaissa ( mazouni / belbecir) |

| 2 mars 2000 | CRB Mecheria                    | 0 – 1 but en or | ES Guelma |                                                                                          |                                                                                          |
| 14h 00      |                                 | (0-0)           |           | stade mohamed benhaded de kouba ( alger) Arbitrage : m ; boubakour ( m; menana /lamini ) | stade mohamed benhaded de kouba ( alger) Arbitrage : m ; boubakour ( m; menana /lamini ) |
| 14h 00      | es guelma qualifié au but en or |                 |           | stade mohamed benhaded de kouba ( alger) Arbitrage : m ; boubakour ( m; menana /lamini ) | stade mohamed benhaded de kouba ( alger) Arbitrage : m ; boubakour ( m; menana /lamini ) |

| 2 mars 2000 | USM Alger | 2 – 0       | GC Mascara |                                                                        |                                                                        |
| 14h 00      | Meftah 5e · Yacef 65e | (1-0)       | | Stade OPOW de Mostaganem ( Boussad Mohamed ) Spectateurs : très faible | Stade OPOW de Mostaganem ( Boussad Mohamed ) Spectateurs : très faible |
| 14h 00      | USM Alger ; Benmellat .Hamdoud . Boumrar . Hamdani . Briki . Meftah .Yacef ( Rahim 78 ) . Tadji ( Abacha 75) . Achou . Ghazi . Amirat ...ENT ; Rabah Saadane et Ait El-Hocine . | Tirs au but | GC Mascara ; Moulay - Dali (Benabla 46) - El-Ouissi - Berguieg -Medjahed - Kessi ( Bedrani 60) Bott.T - Yessaad -Hassab (Besseghir 67) Addou - Bendida .* ENT ; Kadaoui -Belloumi et Bott.A . | Stade OPOW de Mostaganem ( Boussad Mohamed ) Spectateurs : très faible | Stade OPOW de Mostaganem ( Boussad Mohamed ) Spectateurs : très faible |

| 2 mars 2000 | MB Constantine | 2 – 4 | ASM Oran |                                                                                |                                                                                |
| 14h 00      |                |       |          | Stade Omar-Hamadi, Alger Arbitrage : m ; abidi assisté de ; lellouchi et zinet | Stade Omar-Hamadi, Alger Arbitrage : m ; abidi assisté de ; lellouchi et zinet |

| 2 mars 2000 | US Biskra                               | 0 – 0 ? - ? t. a. b. | ESM Boudouaou |                                                              |                                                              |
| 14h 00      |                                         |                      |               | Stade d'El Eulma Arbitrage : m ; boumaaza (oudjani / douas). | Stade d'El Eulma Arbitrage : m ; boumaaza (oudjani / douas). |
| 14h 00      | esm boudouaou qualifié aux tirs au but. |                      |               | Stade d'El Eulma Arbitrage : m ; boumaaza (oudjani / douas). | Stade d'El Eulma Arbitrage : m ; boumaaza (oudjani / douas). |
| 14h 00      | Tirs au but ? - ?                       |                      |               | Stade d'El Eulma Arbitrage : m ; boumaaza (oudjani / douas). | Stade d'El Eulma Arbitrage : m ; boumaaza (oudjani / douas). |

| 2 mars 2000 | AS Aïn M'lila                    | 1 – 2 ( but en or ) | WA Tlemcen                            | | |
| 13h00       | bechoua (asam) 23                | (1-1)               | hachemi (wat) 40 . et daoud (wat) 102 | Stade du 20-Août-1955 (Alger) Spectateurs : très faible Arbitrage : m; youbi ( m ; mezaouer / m ; roumane ) | Stade du 20-Août-1955 (Alger) Spectateurs : très faible Arbitrage : m; youbi ( m ; mezaouer / m ; roumane ) |
| 13h00       | watlemcen qualifié au but en or. |                     |                                       | Stade du 20-Août-1955 (Alger) Spectateurs : très faible Arbitrage : m; youbi ( m ; mezaouer / m ; roumane ) | Stade du 20-Août-1955 (Alger) Spectateurs : très faible Arbitrage : m; youbi ( m ; mezaouer / m ; roumane ) |

| Entraîneur :  |
| nour Benzekri |

| Entraîneur :     |
| noureddine Saâdi |

| Entraîneur :  |
| nour Benzekri |

| Entraîneur :     |
| noureddine Saâdi |

| 2 mars 2000 | MC El Bayadh             | 0 – 1 | CR Belouizdad |                                                                                                   |                                                                                                   |
| 14h00       | mezouar arafet ( crb) 60 | (0-0) |               | Stade Ahmed-Zabana, Oran Spectateurs : affluence faible Arbitrage : m ; benouza ( oukil / ounés ) | Stade Ahmed-Zabana, Oran Spectateurs : affluence faible Arbitrage : m ; benouza ( oukil / ounés ) |

| 2 mars 2000 | CRB Bordj El Kiffan | 0 – 6 | MC Oran |                                                            |                                                            |
| 13h00       |                     |       |         | Stade de Ain Defla Arbitrage : m ; gacemi (mihoub / abed). | Stade de Ain Defla Arbitrage : m ; gacemi (mihoub / abed). |

| 2 mars 2000 | ES Berrouaghia | 0 – 1 | USM Annaba |                                                                            |                                                                            |
| 14h 00      |                |       |            | stade bordj bou arréridj Arbitrage : m ; ouchen (lakhnéche / boukhendjar). | stade bordj bou arréridj Arbitrage : m ; ouchen (lakhnéche / boukhendjar). |

| 2 mars 2000 | CR Témouchent                           | 0 – 0ap 7 – 6 t. a. b. | NARB Réghaïa |                                                                                                  |                                                                                                  |
| 13h00       |                                         | (0 – 0)                |              | stade maamar sahli de chlef. Spectateurs : faible Arbitrage : m ; zoubiri (belbachir / kestali). | stade maamar sahli de chlef. Spectateurs : faible Arbitrage : m ; zoubiri (belbachir / kestali). |
| 13h00       | c r témouchent qualifié aux tirs au but |                        |              | stade maamar sahli de chlef. Spectateurs : faible Arbitrage : m ; zoubiri (belbachir / kestali). | stade maamar sahli de chlef. Spectateurs : faible Arbitrage : m ; zoubiri (belbachir / kestali). |
| 13h00       | Tirs au but 7 – 6                       |                        |              | stade maamar sahli de chlef. Spectateurs : faible Arbitrage : m ; zoubiri (belbachir / kestali). | stade maamar sahli de chlef. Spectateurs : faible Arbitrage : m ; zoubiri (belbachir / kestali). |

| 2 mars 2000 | IB Khemis El Khechna                                                                                | 0 – 3 | JS Kabylie                              | | |
| 14h 00      | | (0-1) | 20e Benkaci · 68e Gasmi · 89e Benhamlat | stade 1er novembre 54 de tizi-ouzou Spectateurs : gradins déserts. Arbitrage : m ;moualef (belbordj / arribi). | stade 1er novembre 54 de tizi-ouzou Spectateurs : gradins déserts. Arbitrage : m ;moualef (belbordj / arribi). |
| 14h 00      | l'ibkek a voulu jouer ce match à tizi-ouzou, bien qu'elle ait été tirée première au tirage au sort. |       |                                         | stade 1er novembre 54 de tizi-ouzou Spectateurs : gradins déserts. Arbitrage : m ;moualef (belbordj / arribi). | stade 1er novembre 54 de tizi-ouzou Spectateurs : gradins déserts. Arbitrage : m ;moualef (belbordj / arribi). |

| 2 mars 2000 | IRB Laghouat | 0 – 3 | USM El Harrach |                                                                                |                                                                                |
| 14h 00      | |       |                | stade 1er novembre 54 d'el-harrach. Arbitrage : m ; berber (djezzar / achrouf) | stade 1er novembre 54 d'el-harrach. Arbitrage : m ; berber (djezzar / achrouf) |
| 14h 00      | l' irb laghouat a changé le lieu du stade qui été désigné la première fois celui de médéa et a accepté de jouer chez l'usmh à mohammadia (Alger). |       |                | stade 1er novembre 54 d'el-harrach. Arbitrage : m ; berber (djezzar / achrouf) | stade 1er novembre 54 d'el-harrach. Arbitrage : m ; berber (djezzar / achrouf) |

| 2 mars 2000 | JSM Tiaret                                | 1 – 1 ap 4-1 t. a. b. | MO Constantine | | |
| 14h 00      | Messaoud 90e                              | (0-0)                 | 86e Houhou     | stade du 5 juillet 62 ( alger) Spectateurs : 200 spectateurs. Arbitrage : m azem (zellouf / tahir). | stade du 5 juillet 62 ( alger) Spectateurs : 200 spectateurs. Arbitrage : m azem (zellouf / tahir). |
| 14h 00      | jsmtiaret qualifié aux tirs au but ; 4-1. |                       |                | stade du 5 juillet 62 ( alger) Spectateurs : 200 spectateurs. Arbitrage : m azem (zellouf / tahir). | stade du 5 juillet 62 ( alger) Spectateurs : 200 spectateurs. Arbitrage : m azem (zellouf / tahir). |
| 14h 00      | Tirs au but 4-1                           |                       |                | stade du 5 juillet 62 ( alger) Spectateurs : 200 spectateurs. Arbitrage : m azem (zellouf / tahir). | stade du 5 juillet 62 ( alger) Spectateurs : 200 spectateurs. Arbitrage : m azem (zellouf / tahir). |

| 2 mars 2000 | JSM Béjaïa                                   | 0 – 0 ap | HB Chelghoum Laïd |                                                                     |                                                                     |
| 14h 00      |                                              | (0-0)    |                   | stade 8 mai 45 de setif Arbitrage : m; oussaci ( saker / debbiche ) | stade 8 mai 45 de setif Arbitrage : m; oussaci ( saker / debbiche ) |
| 14h 00      | h b chelghoum-laid qualifié aux tirs au but. |          |                   | stade 8 mai 45 de setif Arbitrage : m; oussaci ( saker / debbiche ) | stade 8 mai 45 de setif Arbitrage : m; oussaci ( saker / debbiche ) |

| 2 mars 2000 | A Bou Saada | 6 – 0 | MC Mekhadma |                                                               |                                                               |
| 14h 00      |             |       |             | stade de laghouat Arbitrage : m; sebbagh (akrour / hasnaoui). | stade de laghouat Arbitrage : m; sebbagh (akrour / hasnaoui). |

| 2 mars 2000 | IR Ouled Naïl                           | 0 – 1 but en or | NRB Touggourt |                                                            |                                                            |
| 14h 00      |                                         | (0-0)           |               | stade de biskra Arbitrage : m ; madani (mellouk / korichi) | stade de biskra Arbitrage : m ; madani (mellouk / korichi) |
| 14h 00      | n r b touggourt qualifié par but en or. |                 |               | stade de biskra Arbitrage : m ; madani (mellouk / korichi) | stade de biskra Arbitrage : m ; madani (mellouk / korichi) |

| 3 mars 2000 | AS Bordj Bou-Arréridj                 | 1 – 1 ? – ? t. a. b. | CRB Mazouna |                                                                                            |                                                                                            |
| 14h 30      |                                       |                      |             | Stade communal de Réghaia Arbitrage : trio d'arbitrage ; m; bounadja (bensaada / bouzidi). | Stade communal de Réghaia Arbitrage : trio d'arbitrage ; m; bounadja (bensaada / bouzidi). |
| 14h 30      | crb mazouna qualifié aux tirs au but. |                      |             | Stade communal de Réghaia Arbitrage : trio d'arbitrage ; m; bounadja (bensaada / bouzidi). | Stade communal de Réghaia Arbitrage : trio d'arbitrage ; m; bounadja (bensaada / bouzidi). |
| 14h 30      | Tirs au but ? – ?                     |                      |             | Stade communal de Réghaia Arbitrage : trio d'arbitrage ; m; bounadja (bensaada / bouzidi). | Stade communal de Réghaia Arbitrage : trio d'arbitrage ; m; bounadja (bensaada / bouzidi). |

| 3 mars 2000 | IRB Nezla                                | 1 – 1 ? - ? t. a. b. | WAB Tissemsilt |                                                                   |                                                                   |
| 14h 30.     |                                          |                      |                | Stade de Laghouat Arbitrage : m ; ould abdellah (benarous/ telli) | Stade de Laghouat Arbitrage : m ; ould abdellah (benarous/ telli) |
| 14h 30.     | wab tissemsilt qualifié aux tirs au but. |                      |                | Stade de Laghouat Arbitrage : m ; ould abdellah (benarous/ telli) | Stade de Laghouat Arbitrage : m ; ould abdellah (benarous/ telli) |
| 14h 30.     | Tirs au but ? - ?                        |                      |                | Stade de Laghouat Arbitrage : m ; ould abdellah (benarous/ telli) | Stade de Laghouat Arbitrage : m ; ould abdellah (benarous/ telli) |

| 3 mars 2000 | MC Saïda | 2 – 1 | US Chaouia |                                                                                    |                                                                                    |
| 14h30       |          |       |            | Stade 1er novembre 54 d'El Harrach Arbitrage : m ; zekrini ( mazari / berrahmoun ) | Stade 1er novembre 54 d'El Harrach Arbitrage : m ; zekrini ( mazari / berrahmoun ) |

| 3 mars 2000 | ASB Maghnia | 0 – 4 | RC Kouba                                 | | |
| 14h30       |             | (0-3) | zemit 26 bouferma 32 .75 et beyessad 40. | Stade Habib-Bouakeul, Oran Spectateurs : faible assistance Arbitrage : m ; abdellah (chetouane / tourbane). | Stade Habib-Bouakeul, Oran Spectateurs : faible assistance Arbitrage : m ; abdellah (chetouane / tourbane). |

| 3 mars 2000 | Olympique Meghaier | 0 – 2 | CB Mila |                                                            |                                                            |
| 14h30.      |                    |       |         | stade de m'sila Arbitrage : m ; ounés ( marouf / khelifi ) | stade de m'sila Arbitrage : m ; ounés ( marouf / khelifi ) |

| 3 mars 2000 | JS Bordj Menaïel | 2 – 1 | MB Tlidjen |                                                                              |                                                                              |
| 14h 30      |                  |       |            | stade benabdelmalek de constantine. Arbitrage : m; bendada (dani / sedrati). | stade benabdelmalek de constantine. Arbitrage : m; bendada (dani / sedrati). |

| 3 mars 2000 | CA Batna           | Forfait | ES Béchar |  |  |
|             |                    |         |           |  |  |
|             | nb ; match annulé. |         |           |  |  |

| 3 mars 2000 | JJ Azzaba | 1 – 2 | USM Bel-Abbès |                                                                 |                                                                 |
| 14h 30      |           |       |               | stade de blida Arbitrage : m ; hadjallah ( belahcéne /dahmane ) | stade de blida Arbitrage : m ; hadjallah ( belahcéne /dahmane ) |

| 3 mars 2000 | IRB El Hadjar | 1 – 2 | RC Arbaâ |                                                              |                                                              |
| 14h 30      |               |       |          | stade de setif Arbitrage : m ; belaid ( khalifatni / ziada ) | stade de setif Arbitrage : m ; belaid ( khalifatni / ziada ) |

| 3 mars 2000 | IRB Chiffa                           | 0 – 0ap | MC Ouargla |                                                             |                                                             |
| 14h 30      |                                      |         |            | stade de djelfa Arbitrage : m ; hiréche (miloudi / nakouri) | stade de djelfa Arbitrage : m ; hiréche (miloudi / nakouri) |
| 14h 30      | mc ouargla qualifié aux tirs au but. |         |            | stade de djelfa Arbitrage : m ; hiréche (miloudi / nakouri) | stade de djelfa Arbitrage : m ; hiréche (miloudi / nakouri) |

| 3 mars 2000 | RCG Oran          | Forfait | US Béchar Djedid |  |
| 14h 30      |                   |         |                  |  |
|             | nb; match annulé. |         |                  |  |

| 3 mars 2000 | NA Hussein Dey               | 1 – 0 but en or | JSM Skikda |                                                                   |                                                                   |
| 14h 30      |                              | (0-0)           |            | stade de bordj bou-arréeidj. Arbitrage : m ; daho (brixi / tayeb) | stade de bordj bou-arréeidj. Arbitrage : m ; daho (brixi / tayeb) |
| 14h 30      | nahd qualifié par but en or. |                 |            | stade de bordj bou-arréeidj. Arbitrage : m ; daho (brixi / tayeb) | stade de bordj bou-arréeidj. Arbitrage : m ; daho (brixi / tayeb) |

| 3 mars 2000 | WA Mostaganem | 0 – 1 | USM Sétif |                                                                      |                                                                      |
| 14h 30      |               |       |           | stade 20 aout 55 (alger) Arbitrage : m ; benbetka (hamani / serier). | stade 20 aout 55 (alger) Arbitrage : m ; benbetka (hamani / serier). |

## Seizièmes de finale
Les matchs des seizièmes de finale se sont joués le 1er mai 2000 et 3 matchs retard joués le 9 mai 2000. Tirage au sort des 1/16 et 1/8 de finale ; effectué le samedi 25 mars 2000 a la salle du complexe du stade du 5 juillet 62, Alger 
| #  | Équipe 1            | Score               | Équipe 2               | Date       | Buteur(s) | Stade                                 |
| -- | ------------------- | ------------------- | ---------------------- | ---------- | --- | ------------------------------------- |
| 1  | MC Alger (D1)       | 0 – 3               | WA Tlemcen (D1)        | 1 Mai 2000 | Hachemi (36e), Daoud (87e), Dahleb (94e)                                                                        | OPOW de Mostaganem                    |
| 2  | RC Arbâa (D3)       | 0 – 2               | HB Chelghoum Laid (D2) | 1 Mai 2000 | Benabdelkader (70epen), Berbeche (87e)                                                                          | OPOW Bordj Bou Arreridj               |
| 3  | RCG Oran (D3)       | 0 – 2               | CS Constantine (D2)    | 1 Mai 2000 | Brahmi (42e63e)                                                                                                 | Bologhine                             |
| 4  | NA Hussein Dey (D2) | 4 – 1               | CRB Mazouna (D3)       | 1 Mai 2000 | ? | OPOW de Médéa                         |
| 5  | A Bou Saâda (D4)    | 1 – 2               | MC Ouargla (D2)        | 1 Mai 2000 | Oufida (73e) / Touati (25e), Ghoula (86e)                                                                       | Laghouat                              |
| 6  | CB Mila (D3)        | 0 – 1               | WAB Tissemsilt (D4)    | 1 Mai 2000 | Amokrane (36e)                                                                                                  | 20-Août-1955 (Alger)                  |
| 7  | ESM Boudouaou (D3)  | 5 – 2               | JS Bordj Menaiel (D2)  | 1 Mai 2000 | Hamdache (1recsc), Adhimi (52e), Kaci (63ecsc), Boukedjene (72e), Chouaib (90e) / Hamdache (53e), Hamadou (88e) | OPOW de Boumerdas                     |
| 8  | USM Blida (D1)      | 1 – 1 (3 – 0 t.a.b) | USM Annaba (D1)        | 1 Mai 2000 | Drali (75e) / Ouichaoui (5e)                                                                                    | OPOW de Béjaia                        |
| 9  | MC Saïda (D3)       | 0 – 0 (5 – 4 t.a.b) | ES Mostaganem (D2)     | 1 Mai 2000 | - | Stade de l'Unité Africaine, (Mascara) |
| 10 | ES Guelma (D4)      | 0 – 1               | CR Belouizdad (D1)     | 1 Mai 2000 | Settara (8e) | 8 Mai 1945                            |
| 11 | USM Bel-Abbès (D3)  | 2 – 0               | JSM Tiaret (D2)        | 1 Mai 2000 | Bensseha (27e), Benayed (92e)                                                                                   | OPOW de Relizane                      |
| 12 | USM Sétif (D3)      | Forfait             | CR Témouchent (D3)     | 1 Mai 2000 | Forfait du CRT                                                                                                  | Communal de Boufarik                  |
| 13 | NRB Touggourt (D3)  | 2 – 5               | CA Batna (D1)          | 1 Mai 2000 | ? | OPOW de Biskra                        |
| 14 | JS Kabylie (D1)     | 2 – 1               | ASM Oran (D2)          | 9 Mai 2000 | Moussouni (28e), Gasmi (87e) / Benchergui (23e)                                                                 | Stade Brakni                          |
| 15 | USM El Harrach (D2) | 0 – 1               | USM Alger (D1)         | 9 Mai 2000 | Hadj Adlane (15e)                                                                                               | 5-Juillet-1962                        |
| 16 | RC Kouba (D2)       | 0 – 1               | MC Oran (D1)           | 9 Mai 2000 | Boukessassa (18e)                                                                                               | OPOW de Tiaret                        |

## Huitièmes de finale
Les matchs des huitièmes de finale se sont joués le 15 mai 2000.
| # | Équipe 1          | Score             | Équipe 2       | Date        | Buteur(s)                                    | Stade                  |
| - | ----------------- | ----------------- | -------------- | ----------- | -------------------------------------------- | ---------------------- |
| 1 | USM Alger         | 1 – 1 (2–4 t.a.b) | USM Blida      | 15 Mai 2000 | Meftah (3e) / Zouani (26e)                   | 5-Juillet-1962 (Alger) |
| 2 | USM Bel-Abbès     | 0 – 1             | NA Hussein Dey | 15 Mai 2000 |                                              | Relizane               |
| 3 | MC Oran           | 2 – 1             | CR Belouizdad  | 15 Mai 2000 | Haddou (10e), Selmi (30ecsc) / Settara (18e) | Gaid Ahmed (Tiaret)    |
| 4 | HB Chelghoum Laïd | 0 – 1             | ESM Boudouaou  | 15 Mai 2000 |                                              | Bordj Bou Arreridj     |
| 5 | CR Beni Thour     | 5 – 0             | WAB Tissemsilt | 15 Mai 2000 |                                              | 20-Août-1955 (Alger)   |
| 6 | CA Batna          | 0 – 1             | CS Constantine | 15 Mai 2000 | Brahimi (80e)                                | 8 Mai 1945 (Sétif)     |
| 7 | JS Kabylie        | 1 – 2             | USM Sétif      | 15 Mai 2000 | match arrêté a la 80 minute !                | OPOW Béjaia            |
| 8 | WA Tlemcen        | 1 – 0             | MC Saïda       | 15 Mai 2000 |                                              |                        |

## Quarts de finale
Les matchs des quarts de finale se sont joués les 5 et 8 juin 2000.
| # | Équipe 1       | Score | Équipe 2      | Date & Lieu              | Buteur(s)                                                                                              |
| - | -------------- | ----- | ------------- | ------------------------ | --- |
| 1 | USM Blida      | 1 – 2 | WA Tlemcen    | 5 juin 2000, Blida       | Galoul (79e) (USMB) / Boudjakdji (74e) Dahleb (89e) (WAT)                                              |
| 1 | USM Blida      | 1 – 1 | WA Tlemcen    | 8 juin 2000, Tlemcen     | Galoul (30e) (USMB) / Daoud (12e) (WAT)                                                                |
| 2 | ESM Boudouaou  | 0 – 0 | JS Kabylie    | 5 juin 2000, Boudouaou   | – |
| 2 | ESM Boudouaou  | 0 – 2 | JS Kabylie    | 8 juin 2000, Tizi-Ouzou  | Zafour (85e) Oukacha (88e) (JSK)                                                                       |
| 3 | CS Constantine | 1 – 0 | CR Beni-Thour | 5 juin 2000, Constantine | Kaoua (75e) (CSC)                                                                                      |
| 3 | CS Constantine | 2 – 4 | CR Beni-Thour | 8 juin 2000, Ouargla     | Khouni (40e) et Medjoudj (47e) (CSC) / Boudaoui (5e), Zarabi (63e), Barka (83e), Touafekh (89e) (CRBT) |
| 4 | NA Hussein Dey | 0 – 0 | MC Oran       | 5 juin 2000, Oran        | – |
| 4 | NA Hussein Dey | 0 – 1 | MC Oran       | 8 juin 2000, Alger       | Gaïd (9e) (MCO)                                                                                        |

## Demi-finales
Les matchs des demi-finales se sont joués les 25 et 28 septembre 2000. 
| # | Équipe 1      | Score | Équipe 2   | Date & Lieu                   | Buteur(s)                                                   |
| - | ------------- | ----- | ---------- | ----------------------------- | ----------------------------------------------------------- |
| 1 | WA Tlemcen    | 0 – 2 | JS Kabylie | 25 septembre 2000, Tizi-Ouzou | Abaci (60e, 67e) (JSK)                                      |
| 1 | WA Tlemcen    | 4 – 0 | JS Kabylie | 28 septembre 2000, Tlemcen    | Kherissa (12e), Hamidi (38e, 60e), Nazef (94e c.s.c) (WAT)  |
| 2 | CR Beni-Thour | 1 – 2 | MC Oran    | 25 septembre 2000, Oran       | Guesbaoui (16e), Amrane (67e) (MCO) / Lassaker (83e) (CRBT) |
| 2 | CR Beni-Thour | 2 – 0 | MC Oran    | 28 septembre 2000, Ouargla    | Hellali (15e), Arbaoui (28e) (CRBT)                         |

## Finale
La finale a eu lieu au Stade 5-juillet-1962 à Alger, le mercredi  1er novembre 2000. 
| Titulaires : |  |
| |  |
| Bellouti, Benzaïd, Bensalem, Touafek, Youcef Lassaker, Ouichaoui, Arbaoui (Mustapha Chambit), Ghoula, Belhadef, Belhatem (Boudaoui), Hellali (Ghouti) |  |
| Entraîneur : |  |
| Abdallah Laghrour |  |

| Titulaires : |  |
| |  |
| Maatallah, Kheireddine Kherris, Mohamed Tounkob, Mohamed Ziane, Djaoued Yadel, Anwar Boudjakdji, Abdelmadjid Kendouci, Rachid Hachemi (Issa Aidara), Hamdi (Abdelmalek Bettouaf), Sofiane Daoud, Redouane Meziani |  |
| Entraîneur : |  |
| Abdelkrim Benyelles |  |

| Titulaires : |  |
| |  |
| Bellouti, Benzaïd, Bensalem, Touafek, Youcef Lassaker, Ouichaoui, Arbaoui (Mustapha Chambit), Ghoula, Belhadef, Belhatem (Boudaoui), Hellali (Ghouti) |  |
| Entraîneur : |  |
| Abdallah Laghrour |  |

| Titulaires : |  |
| |  |
| Maatallah, Kheireddine Kherris, Mohamed Tounkob, Mohamed Ziane, Djaoued Yadel, Anwar Boudjakdji, Abdelmadjid Kendouci, Rachid Hachemi (Issa Aidara), Hamdi (Abdelmalek Bettouaf), Sofiane Daoud, Redouane Meziani |  |
| Entraîneur : |  |
| Abdelkrim Benyelles |  |

| |  |
| \| Coupe d'Algérie de Football Vainqueur 2000 \| \| ------------------------------------------ \| \| CR Beni-Thour 1er titre \| |  |
| Coupe d'Algérie de Football Vainqueur 2000                                                                                      |  |
| CR Beni-Thour 1er titre |  |